# Kolébka (opera)
Kolébka (op. 81) je opera o třech dějstvích českého skladatele Osvalda Chlubny na vlastní libreto podle stejnojmenné komedie Aloise Jiráska. Poprvé ji uvedlo 18. dubna 1963 Operní studio brněnské JAMU.

## Vznik a historie
Podle jeho vlastních slov zaujala Osvalda Chlubnu historická komedie Aloise Jiráska Kolébka již roku 1928, avšak v té době mu Jirásek zhudebnění zakázal. K námětu se vrátil po druhé světové válce, na počátku 50. let 20. století. Jiráskovské téma sice odpovídalo tehdejší komunistické kulturní politice, Chlubna jím však navazoval na linii svých dvou předchozích historických oper vzniklých za války, Jiří z Kunštátu a Poděbrad a Freje pána z Heslova, z nichž první se již opírala o Jiráskovu předlohu (novelu Maryla).
Opera vznikla v letech 1951–1952. Státní divadlo v Brně, pro které byla určena, ji neuvedlo, až roku 1963 ji nastudovali ve svém Operním studiu studenti brněnské Janáčkovy akademie múzických umění; táž scéna uvedla předtím roku 1959 i druhou verzi Chlubnovy operní prvotiny Pomsta Catullova. Inscenace Kolébky na JAMU byla poslední inscenací Chlubnovy opery, kterou autor zažil, a dosud i posledním nastudováním některé z Chlubnových oper vůbec.
Podle Emila Ludvíka je Chlubnova Kolébka „lidovou zpěvohrou, úsměvnou, plnou pohody, kde historická látka je jen prostředkem k podání optimistického a humorného obrázku“. Má rychlý, svěží děj a řadu postav, které nejsou roztříděny na hlavní a epizodní. V hudbě si Chlubna ponechává svůj styl navazující na Janáčka a impresionismus, stejně jako svou charakteristicky hýřivou instrumentaci, ale je zde lyričtější a dává více prostoru melodické zpěvní linii.
Na stejný námět vznikla hudební komedie Kolébka pro hříšné panny skladatele Otmara Máchy, která měla premiéru roku 1982 v Teplicích.

## Osoby a první obsazení
| osoba                                              | hlasový obor  | premiéra (18. dubna 1963) |
| -------------------------------------------------- | ------------- | ------------------------- |
| Král Václav IV. (16letý)                           | lyrický tenor | Josef Veverka             |
| Mistr Purkhart, doktor lékařství a králův průvodce | baryton       | …                         |
| Daniel z Mrákotína, purkrabí na Jivně              | tenor buffo   | Arnošt Svoboda            |
| Jíra, polesný                                      | bas           | Petr Růžička              |
| Maří, jeho sestra                                  | alt           | …                         |
| Alena, jeho vnučka                                 | soprán        | Jaroslava Sísová          |
| Jan, student z Rakovníka                           | tenor         | …                         |
| Rubín, apotečník                                   | bas           | Jan Hladík                |
| Dobronička, ve službě u Jíry                       | baryton       | …                         |
| Margreta, hospodyně na Jivně                       | soprán        | Jarmila Ševčíková         |
| Zbrojní pacholci, selská chasa                     |               |                           |
| Dirigent: Richard Týnský                           |               |                           |
| Režie: Jiří Měřínský                               |               |                           |
| Výprava: Josef Adolf Šálek                         |               |                           |

## Děj opery
(Odehrává se u hájovny v královských křivoklátských lesích a na hradě Jivně v 70. letech 14. století.)

### 1. dějství
(Před hájovnou polesného Jíry) Uprostřed královských lesů na Křivoklátsku, spadajících pod správu purkrabího na Jivně, žije polesný Jíra, jeho sestra Maří a Jírova vnučka Alena. Alena je pěkné děvče obletované místními mládenci, ona se však zamilovala do rakovnického studenta pražské univerzity Jana. Zatímco teta Maří ji podporuje, před dědem Alena svou lásku tají, protože Jíra si pro ni přeje zdatného lovce, a nikoli školometa. Polesný má nyní jiné starosti a láteří na nového purkrabího, zemana Daniela z Mrákotína. Nejenže královský hvozd využívá jako vlastní, k velkému pohoršení Jíry, jenž se o les stará a sám v něm před lety učil kralevice Václava myslivosti. Navíc se purkrabí chová k sobě svěřenému lidu povýšeně, s vydatnou pomocí své zlé a pomlouvačné hospodyně Margrety zapovídá každou nevinnou zábavu a oprašuje staré zapomenuté tresty za domnělé přestupky – například velkou kolébku, v níž se za trest kolébávaly dívky, které do svatby neuchovaly svou nevinnost. O tomto posledním výmyslu se doslechl polesného pomocník Dobronička, který o tom Aleně a Maří vypráví.
Objeví se Margreta a činí před Alenou jízlivé narážky na rakovnického studenta, o němž je zásluhou tamních klepen dobře zpravena. Ale i purkrabí činí děvčeti za údajné poklesky a hrozí jí trestem jako „helmbrechtové děvě“. Alena si z toho nic nedělá a schválně kolem upjatého purkrabího tančí, až ten raději uprchne.
Vesnická chasa se i s muzikou chystá na tanec, u hájovny je potkávají Jíra a Dobronička. Ale vzápětí je zpátky purkrabí v doprovodu Margrety a zbrojních pacholků. Chce provolat před lidem zákaz tancovaček a znovuzavedení „kolébky“ – přičemž naznačuje, že by v ní měla skončit Alena. Ale Jíra, rozzlobený pochybami o cti své vnučky, zmaří bubnování tím, že pacholkům sebere paličky a vyžene je s kuší. I purkrabího přesvědčí Margreta, aby se před rozlíceným polesným raději spěšně vrátil na Jivno.
Jíra se pak Aleny vyptává, zda je na pověstech paní Margrety něco pravdy, a Alena se mu přizná. Děd se zlobí na ni i na Maří, že Aleně takové freje trpí, a odchází se uklidnit do lesa. Tam jej zastihne Dobronička s dobrou zprávou, že se mladý král Václav navrátil z ciziny a snad ještě dnes dorazí na lov do zdejšího polesí. Nepochybně se zastaví i v hájovně.

### 2. dějství
(Tamtéž, večer) Jíra je stále v lese a Alena ho volá. Místo děda se ozývá píseň jejího milého Jana, který se vrací z Praahy do Rakovníka a udělal si zacházku kolem hájovny. Ale dříve než on se k Aleně přiblíží starý apotečník Rubín, jenž sem zabloudil při hledání kořínků. začne a Alenou hned laškovat a obtěžovat ji, až dívka předstírá, že se blíží její děd, a vylekaného Rubína zavře do chaty.
Konečně se Alena potkává s Janem, který jí na důkaz upřímnosti svých citů přinesl prstýnek. Alena se s ním nechce zdržovat, aby je nepřistihl polesný, ale alespoň mu dá na rozloučenou hubičku. To však neujde purkrabímu, který Alenu špehoval. Než však stačí vylekané dívce pohrozit, objeví se důstojný pán mistr Purkhart, lékař a průvodce mladého krále. Cestoval s Václavem na Jivno, ale mladý král mu utekl a zřejmě mířil k hájovně. Purkrabí se svěřuje Purkhartovi, že právě viděl jakéhosi mladíka líbat Alenu a že to možná byl král Václav. Mistr Purkhart o tom pochybuje, přesto na purkrabího naléhání prohledává chatu – avšak najde jen Rubína. Lékař přikáže navrátivšímu se Jírovi, aby s ním šel krále hledat, a purkrabímu ukládá, aby Václava ֪ pokud na něj narazí – jménem vychovatele i císařského otce přivedl na Jivno.
Alena zůstává sama s Rubínem. Opět se ho zbaví tím, že hop zavře na seníku s lahví vín, a míří za Janem, který se mezitím schovával v bučině. Ale než k němu doběhne, zastaví jí cestu sám Václav. Král zná Alenu dobře z dřívějška a obdivuje, jak mezitím vyrostla do krásy. Žádá ji, aby ho doprovodila na místo v lese, kde se má setkat s Jírou. V Janovi tato prosba i Alenino důvěrně upejpavé chování vzbudí žárlivost a vyskočí z buků, aby v tom Aleně zabránil.
Jejich hlučný hovor vzburcuje zavřeného apotečníka a pobavený král káže, aby Rubína osvobodili. Dozvídá se od mladého páru o tom, jaký pokyn vydal mistr Purkhart purkrabímu, i další věci o purkrabím a jeho vyhrůžkách Aleně. Protože chce milencům pomoci – a protože chce ještě chvíli volně lovit v lese – domluví se král s Janem, že se za něj student bude před purkrabím pro dnešní noc vydávat. A tak když se purkrabí objeví s pacholky, odvede si na Jivno Jana jako Jeho královskou Milost, zatímco Václava považuje za zmíněného rakovnického studenta. Ten proto může konečně vyhledat Jíru a dát se s ním do nočního lovu.

### 3. dějství
(Síň na hradě Jivně) Na hradě purkrabí hostí domnělého krále a stěžuje si mu velice na zdejší lid volných mravů, rozpustilou mládež, a zejména na přestárlého a nedbalého polesného (purkrabí by za něj měl náhradu ze svého příbuzenstva), jeho necudnou vnučku Alenu i tetu Maří, která jí nemravnosti usnadňuje. Jan pro všechny posílá a chce je prý přísně soudit. S Alenou, Maří a Jírou přichází i celá vesnická chasa, v niž se přimísil i král. Jan opakuje Jírovi vše, z čeho ho purkrabí vinil, a rozzlobený Jíra naopak odhaluje, jak spravuje svěřený královský majetek purkrabí. Ten se snaží odvést pozornost stížnostmi na Aleniny četné nápadníky, ale i její dívčí cti se lidé zastávají. Jan se tváří přísně a přikáže purkrabímu a Margretě, aby vlastnoručně přivlékli do středu síně „pokutnou kolébku“, ale nakonec to není Alena, kdo se v ní má houpat. Jan předává slovo pravému králi a ten trestá purkrabího za nepoctivost tím, že musí potupně přede všemi nasednout do kolébky a Margreta ho musí houpat. Jsou všem pro smích a navíc se z králova rozkazu ještě dnes musí vrátit do Mrákotína; na Jivně doúřadovali.

## Instrumentace
Tři flétny, tři hoboje, tři klarinety, tři fagoty, čtyři lesní rohy, tři trubky, tři pozouny, tuba, tympány, bicí souprava, celesta, harfa, smyčcové nástroje (housle, violy, violoncella, kontrabasy). 